# Chailland
Chailland település Franciaországban, Mayenne megyében. Lakosainak száma 1173 fő (2022. január 1.). Chailland Andouillé, La Baconnière, La Bigottière, Montenay, Placé, Saint-Germain-le-Guillaume és Saint-Hilaire-du-Maine községekkel határos.

## Népesség
A település népességének változása:
| Lakosok száma | 1117 | 1069 | 1067 | 1143 | 1237 | 1223 | 1171 | 1155 | 1144 | 1173 |
|               | 1968 | 1982 | 1990 | 2006 | 2013 | 2015 | 2017 | 2019 | 2020 | 2022 |